# Lake Grace
Lake Grace est une ville d'Australie-Occidentale située dans l'Est de la région de Wheatbelt, à 345 km de Perth, le long de la State Route 107, entre Wagin et Ravensthorpe (en) . C'est la principale ville du comté de Lake Grace. Au recensement de 2006, on dénombrait 507 habitants dans la ville.

## Histoire
La région de Lake Grace a tout d'abord été colonisée pour y développer l'agriculture vers 1911. En 1913 une école y est établie et nommée Lake Grace, d'après le lac situé à proximité. En 1914 le gouvernement prévoit d'étendre le réseau de voies ferrées de Kukerin à Lake Grace, et les colons locaux font pression pour qu'une ville soit établie au terminus. La voie est terminée le 25 novembre 1916, et la ville de Lake Grace verra le jour très peu de temps plus tard. La voie sera étendue à Newdegate en 1926 et une nouvelle branche sera construite entre Lake Grace et Hyden en 1933, ce qui fait de la ville un carrefour important.
En 1922 le révérend John Flynn visite la ville dans l'objectif d'y installer un hôpital de l'Australian Inland Mission. Le gouvernement d'Australie-Occidentale accepte de subventionner la construction du bâtiment, qui ouvre en avril 1926. En juillet 1934 le Lake Grace Hospital Board rembourse l'emprunt et devient propriétaire du bâtiment. cet hôpital dessert une région de 26 000 km2 et dispose d'une maternité. Il est remplacé en 1952 par le Lake Grace Memorial Hospital et cesse ces activités. Après avoir été menacé de démolition en 1983 le bâtiment devient un musée.

### Aujourd'hui
Lake Grace est située à un carrefour à mi-chemin entre Perth et Esperance et entre Albany et la Wheatbelt. De nombreux touristes s'arrêtent ici lorsqu'ils visitent la région. La ville, avec ses 530 habitants, est considérée comme une ville typique de la Wheatbelt, avec ses silos à grain, ses quais pour charger les camions et son pub.